# Fabio Gómez
Esteban Fabio Gómez (Buenos Aires, 13 luglio 1965) è un ex rugbista a 15, allenatore di rugby a 15 e imprenditore argentino, già giocatore come mediano di mischia del Banco Nación e, in Italia, di Milan e Petrarca.

## Biografia
Entrato a 6 anni nel Banco Nación, club del quale i suoi familiari erano soci, Gómez esordì in prima squadra nel 1985 in posizione di estremo contro il CASI.
Quasi subito debuttò anche in nazionale argentina, nel corso del campionato sudamericano 1985, ad Asunción contro l’Uruguay, imponendosi anche come campione continentale con i Pumas; a livello locale vinse due campionati dell’Unión de Rugby de Buenos Aires nel 1985 e nel 1989.
Prese parte con la Nazionale alla Coppa del Mondo di rugby 1987, disputandovi tutti i tre incontri nei quali l’Argentina fu impegnata (Figi, Italia e Nuova Zelanda); l’ultimo incontro internazionale fu nel 1990, una vittoria a Buenos Aires contro l'Inghilterra, dopodiché, con il trasferimento all’estero, la Federazione non lo rese più convocabile.
Nel 1990 fu il primo argentino a essere invitato dai Barbarians.
In Italia dal 1992, militò nel Milan semi-professionistico dell’epoca targato Berlusconi, con il quale vinse tre titoli nazionali nel 1993, 1995 e 1996 e a causa del quale fu indagato dalla magistratura per avere ricevuto, insieme ad altri colleghi, pagamenti non dichiarati (all’epoca la disciplina era dilettantistica).
Nel 1998 passò poi al Petrarca, club con cui chiuse la carriera nel 2001.
Tornato in Argentina, alternò per diversi anni l’attività imprenditoriale con quella tecnica: allenò infatti fino al 2008 la prima squadra del Banco Nación e a seguire anche la selezione giovanile Under-15 per poi dedicarsi a tempo pieno alla sua agenzia di pubblicità che gestisce insieme a sua figlia.

## Palmarès
- Campionati sudamericani: 1
Argentina: 1985
- Campionati URBA: 2
Banco Nación: 1986, 1989
- Campionati italiani: 3
Milan: 1992-93, 1994-95, 1995-96
- Coppe Italia: 1
Milan: 1994-95